# Poison Girls
Poisons Girls est un groupe d'anarcho-punk britannique, originaire de Brighton, dans le sud de l'Angleterre. Formé en 1976, le groupe comprend cinq  membres, la bande est menée dès sa formation par une femme, Vi Subversa, la chanteuse et guitariste. Plusieurs membres se sont succédé entre les années actives du groupe, jusqu'en 1987, son année de dissolution.
La formation la plus connue est celle de Vi Subversa à la guitare et au chant, Lance D'Boyle à la batterie, Richard Famous à la guitare,  Nil à la basse, ainsi que Bernhardt Rebours aux claviers. Le groupe s'est fortement engagé politiquement, dénonçant dans leurs chansons la politique, le machisme. Il est connu pour ses collaborations avec le groupe Crass.

## Biographie
Poison Girls est formé à Brighton en 1976, avant de se délocaliser à Burleigh House en Essex, près de Dial House, ville natale du groupe anarchiste Crass, avec qui ils travailleront pendant de nombreuses années, jouant plus de 100 concerts avec le groupe. En 1979, ils contribuent à la construction du Wapping Autonomy Centre, un centre social anarchiste, avec la chanson Persons Unknown, incluse dans un split single avec Crass (qui contribue avec la chanson Bloody Revolutions) aidant à récolter des fonds allant jusqu'à £10 000. Leur chanson Bully Boys, est une attaque violente faite à l'encontre des membres du National Front et leur machisme. Le groupe fonde aussi le label X-N-Trix, et une branche de publication pour le magazine Impossible Dream et pour les albums d'autres groupes.
Poison Girls s'impliquera dans la production de Aids — The Musical, grâce à une société appelée The Lenya Hobnoobs Theatre Company. Ils jouent aussi un autre concert, Mother Russia was a Lesbian, en 1992, et se réunissent pour un concert au London Astoria II en 1995, qui fête le 60e anniversaire de Vi Subversa. Plus tard, Richard Famous travaillera comme peintre-décorateur. Le duo joue sous le nom de That Famous Subversa, jusqu'à la mort de Subversa, en février 2016.

## Membres
- Vi Subversa - chant, guitare
- Richard Famous - chant, guitare
- Lance d’Boyle (Gary Lance Robins) - batterie, chœurs (1976–1984)
- Bella Donna - basse (1976–1977)
- Pete Fender - basse (1978, 1984)
- Scott Barker - basse (1978)
- Bernhardt Rebours - basse, synthétiseur, piano, chœurs (1979–1981)
- Nil -  violon, basse (1980–1995)
- Chris Grace - basse (1982–1983)
- Mark Dunn - basse (1983–1984)
- Cynth Ethics (Sian Daniels) - synthétiseur, chant (1983–1985)
- Martin Heath - basse (1984)
- Max Vol - basse (1984–1987)
- Agent Orange - batterie (1984–1987)
- Andy - basse (1989-1989)

## Discographie
- 1979 : Closed Shop/Piano Lessons
- 1979 : Hex
- 1980 : Persons Unknown
- 1980 : Chappaquiddick Bridge
- 1981 : All Systems Go!
- 1981 : Total Exposure
- 1982 : Where's the Pleasure?
- 1983 : One Good Reason
- 1983 : Are You Happy Now?
- 1984 : I'm Not A Real Woman
- 1984 : 7 Year Scratch
- 1985 : Songs of Praise
- 1985 : The Price of Grain
- 1995 : Statement - The Complete Recordings